# 让·马里·安托万·德拉内桑

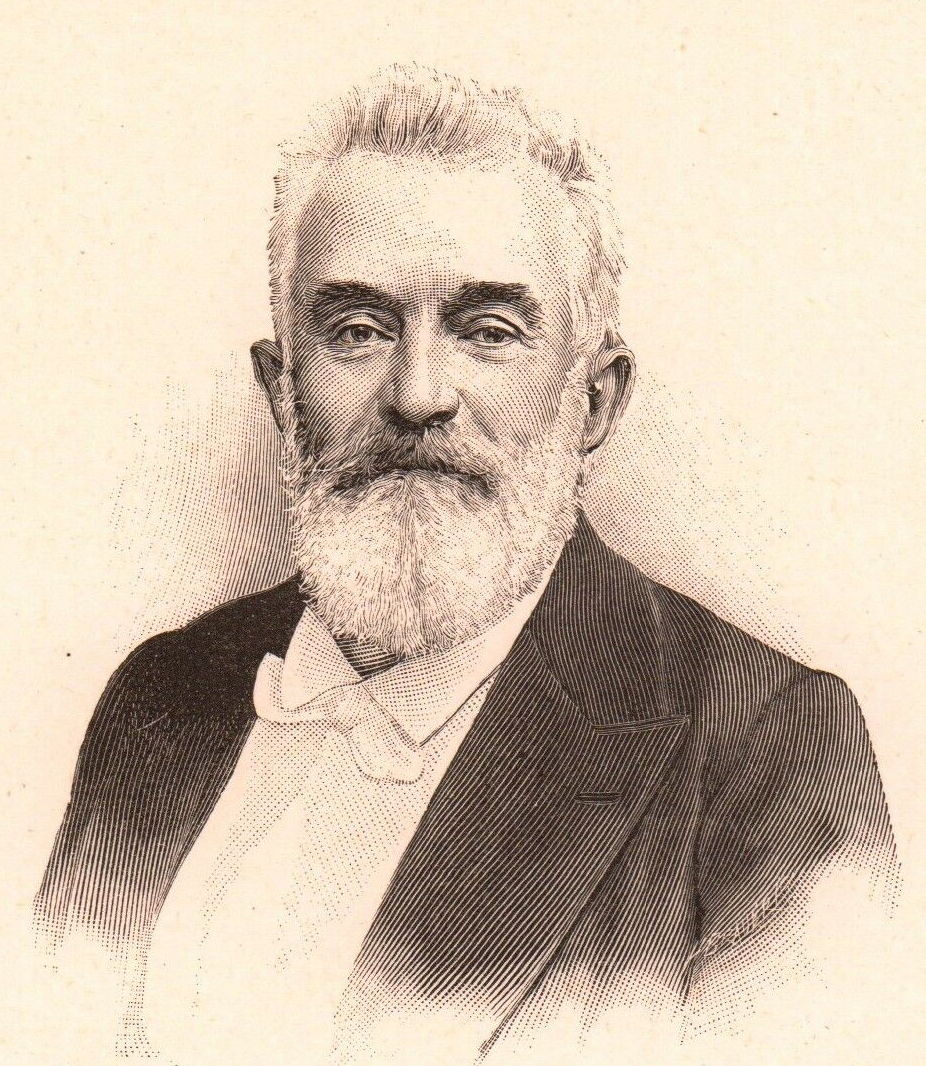
Jean Marie Antoine de Lanessan.

让·马里·安托万·路易·德拉内桑（法語：Jean Marie Antoine Louis de Lanessan，1843年7月13日—1919年11月7日），是一位法国政治家和博物学家。

## 生平
德拉内桑出生于法国吉伦特省的圣安德烈-德屈布扎克，1862年加入法国海军，在东非和交趾支那驻地的医务部服役，直到普法战争爆发，他辞职去做自愿军队医疗服务。之后他完成了自己的学业，于1872年取得了博士学位。
1879年被选入巴黎市政委员会，德拉内桑宣布支持社区自治，并和亨利·罗什福尔一道强烈要求建造一个公社社员纪念碑；但是在1881年当选为巴黎第五区众议院 议员后逐渐由极端激进的政党转向共和党联盟，并投入殖民扩张事业以显明自己的身份认同。
在1886-1887年他被派往法国殖民地，与接连而来的巴黎博览会一起，给了他研究殖民地问题的机会。他回来以后出版了3部作品：《La Tunisie》（巴黎，1887）《L'Expansion coloniale de la France》（ib., 1888），《L'Indo-Chine francaise》（ib., 1889）。1891年他被任命为法属印度支那的文职和军事首长，在那里他的行政当局因为导致与海军上将弗尔涅的公开决裂，受到了严重批评。然而，他巩固了法国在在安南和柬埔寨的影响力，并从暹罗王国获得了湄公河流域的大片领土。1894年他被召回国，并在第二年出版了一份对他的行政机构的辩护书 La Colonisation francaise en Indo-Chine。
在1899—1902的瓦尔德克-卢梭内阁中他是海军部长，在1901年他的一项海军计划获得了通过，意图在接下来的6年内将法国海军提升到一个在列强当中合乎法国地位的水平。1906年换届选举中他未能重新当选。他是Siècle的政治导师，法国殖民学会的主席，并且写了除上述已提到的书籍外各种各样关于政治和生物学问题的的著作。
德拉内桑是新拉马克主义进化论的拥护者。